# Macropanax simplicifolius
Macropanax simplicifolius là một loài thực vật có hoa trong Họ Cuồng cuồng. Loài này được C.B.Shang mô tả khoa học đầu tiên năm 1983.